# Irene Sharaff
Irene Sharaff (Boston, 23 de janeiro de 1910 — Nova Iorque, 10 de agosto de 1993) é uma figurinista estadunidense. Venceu o Oscar de melhor figurino em cinco ocasiões por An American in Paris, The King and I, West Side Story, Cleopatra e Who's Afraid of Virginia Woolf?.